# Daniel Caligiuri
Daniel Caligiuri (Villingen-Schwenningen, 15 januari 1988) is een Duits-Italiaans voetballer die doorgaans als linksbuiten speelt. Hij verruilde VfL Wolfsburg in januari 2017 voor FC Schalke 04.

## Clubcarrière
Caligiuri debuteerde in de Bundesliga voor SC Freiburg op 7 november 2009 tegen VfL Bochum. Op 10 februari 2012 maakte hij zijn eerste competitiedoelpunt tegen VfL Wolfsburg. Op 24 april 2013 werd bekend dat Wolfsburg Caligiuri had vastgelegd voor het seizoen 2013/14. Hij zette zijn handtekening onder een vierjarig contract bij Die Wölfe, dat een transferbedrag van tweeënhalf miljoen euro betaalde. In het seizoen 2014/15 speelde Caligiuri in het elftal van Wolfsburg in 28 competitiewedstrijden, waarin hij zeven doelpunten maakte. Op 18 oktober 2014 maakte hij beide doelpunten voor Wolfsburg in de met 1–2 gewonnen uitwedstrijd tegen oud-werkgever SC Freiburg. In mei 2015 won Caligiuri met Wolfsburg de finale van de Duitse DFB-Pokal. Hij startte in het basiselftal en werd vijf minuten voor tijd vervangen door verdediger Christian Träsch. Op 25 januari 2017 stapte Caligiuri over naar FC Schalke 04

## Erelijst
| DFB Pokal    | 1x | 2014/15 |
| DFL-Supercup | 1x | 2015    |

## Trivia
- Caligiuri is de jongere broer van voetballer Marco Caligiuri.

1 Hoffmann ·
2 Sánchez ·
4 Noode ·
5 Murkin ·
6 Schallenberg ·
7 Seguin ·
8 Younes ·
9 Sylla ·
11 Lasme ·
14 Bachmann ·
15 Højlund ·
16 Zalazar ·
17 Gantenbein ·
18 Antwi-Adjei ·
19 Karaman  ·
21 Wasinski ·
22 Cissé ·
23 Aydın ·
24 Hamache ·
26 Kalas ·
27 Tempelmann ·
28 Heekeren ·
29 Mohr ·
30 Donkor ·
31 Bulut ·
34 Langer ·
35 Kamiński ·
37 Grüger ·
Coach: Van Wonderen
· Assistent-coach: Balette
· Assistent-coach: Molenaar
· Assistent-coach: Sam